# Condado de Poinsett
O Condado de Poinsett é um dos 75 condados do estado americano do Arkansas. A sede do condado é Harrisburg.
O condado possui uma área de 1 976 km² (dos quais 91 km² estão cobertos por água), uma população de 25 614 habitantes, e uma densidade populacional de 13 hab/km² (segundo o censo nacional de 2000).
O condado foi fundado em 28 de fevereiro de 1838.